# Einar Winther
Sture Einar Wilhelm Winther, född 31 januari 1892 i Ystad, död 15 juni 1933 i Lund, var en svensk läkare.
Winther, som var son till förste stadsläkaren Wilhelm August Winther och Judith Anna Julia Maria von Gegerfelt, avlade studentexamen i Ystad 1910, blev medicine kandidat vid Lunds universitet 1915 och medicine licentiat där 1924. Han var andre underläkare på Karlskrona lasarett 1925, tillförordnad föreståndare för röntgenavdelningen på Akademiska sjukhuset i Uppsala 1925, andre underläkare vid Karlskrona lasarett 1925–1926, amanuens vid röntgenavdelningen på Sahlgrenska sjukhuset 1926, biträdande läkare där 1927–1928, extra läkare vid röntgenavdelningen på Halmstads lasarett 1928 och lasarettsläkare där sedan 1929.